# ورزشگاه فاکسبرو
ورزشگاه فاکسبُرو (به انگلیسی: Foxboro Stadium) ساخت ۱۹۷۱، یک ورزشگاه چند منظوره در ایالت ماساچوست در ایالات متحده آمریکا بود.
این استادیوم یکی از مراکز برگزاری بازی‌های جام جهانی فوتبال ۱۹۹۴ بود.
این ورزشگاه در سال ۲۰۰۲ بارنشسته گردید و جای خود را به ورزشگاه ژیلت داد (که در مجاور آن قرار دارد)، و تبدیل به یک مرکز خرید شد.